# یان اوسبی
یان اوسبی (انگلیسی: Ian Ousby; ۲۶ ژوئن ۱۹۴۷ – ۶ اوت ۲۰۰۱) تاریخ‌نگار ادبی و نظامی اهل بریتانیا بود. مشهورترین کتابش The Cambridge Guide to Literature in English است.
وی همچنین برندهٔ جوایزی همچون کمک‌هزینه گوگنهایم و برنامه فولبرایت شده‌است.